# Holmegaard Gods
Holmegaard Gods er en gammel gård, som nævnes før 1375. Gården ligger tæt ved Fensmark ca. 8 km nordøst for Næstved i Holme Olstrup Sogn i Næstved Kommune. 
Den nuværende gård et et træ-længet bindingsværkskompleks, hvor hovedbygningen er opført i 1635 til Claus Oludsen Daa. Ejendommen blev købt af Christian Conrad Danneskiold-Samsøe i 1801 og har siden været i hans slægts eje. Holmegaard Glasværk blev etableret af hans enke Henriette Danneskiold-Samsøe i 1825. Hovedbygningen har været fredet siden 1918.
Holmegaard Gods er på 1724 hektar med Juellinge og Tryggevælde.

## Ejere af Holmegaard Gods
- (1375-1402) Tyge Mogensen Ravensberg
- (1402-1438) Anders Pedersen Griis
- (1438-1460) Peder Andersen Griis
- (1460-1497) Joachim Pedersen Griis
- (1497-1505) Hans Joachimsen Griis

### Holmegaard Gods bliver delt i to gårde
Den ene part:
- (1505-1515) Anna Lange gift Griis
- (1515-1540) Gunde Lange
- (1540-1571) Frederik Gundesen Lange
- (1571-1575) Peder Oxe
- (1575-1610) Eustachius von Thümen
- (1610-1625) Anne Hansdatter Baden gift von Thümen

Den anden part:
- (1505) Gundel Joachimsdatter Griis gift Daa
- (1505-1532) Oluf Clausen Daa
- (1532-1575) Claus Olufsen Daa
- (1575-1625) Oluf Clausen Daa

### Claus Olufsen Daa samler gårdene i1625
- (1625-1641) Claus Olufsen Daa
- (1641-1664) Oluf Clausen Daa
- (1664-1670) Kronen
- (1670-1719) Otto Krabbe
- (1719-1737) Cathrine Susanne von Hahn gift Krabbe
- (1737) Birgitte Restorff gift Trolle
- (1737-1760) Knud Trolle
- (1760-1790) Birgitte Restorff gift Trolle
- (1790) Margrethe Elisabeth Restorff gift von Post
- (1790-1801) Peter Lasson von Post
- (1801-1823) Christian Conrad Sophus lensgreve af Danneskiold-Samsøe
- (1823-1843) Elizabeth Brudenell-Bruce gift af Danneskiold-Samsøe
- (1843-1886) Christian Conrad Sophus lensgreve af Danneskiold-Samsøe
- (1886-1908) Christian August Frederik Charles Ernest George greve af Danneskiold-Samsøe
- (1908-1945) Overdirektør f. Gisselfeld Kloster, Aage Conrad lensgreve af Danneskiold-Samsøe
- (1945-1985) Elisabeth Henriette Aagesdatter komtesse af Danneskiold-Samsøe, gift Lassen
- (1985-) Christian Ivar Schou Danneskiold Lassen

## Motorvej Næstved - Rønnede
Vejdirektoratet har lavet en forundersøgelse af en motorvej (Næstvedmotorvejen) (Primærrute 54) imellem Næstved og Rønnede. I forundersøgelsen foreslås der fire linjeføringer, to af disse går igennem Holmegaard og Gisselfeld jorder.
Godserne Gisselfeld og Holmegård har gjort indsigelser mod en nordlig linjeføring af en evt. motorvej. Dels frygter man økonomiske tab ved at afgive areal til motorvejen, men man frygter også at det vil ødelægge naturområder som Gødstrup Sø, der blev genoprettet af det daværende Storstrøms Amt. Endvidere har Dansk Skovforening, Danmarks Naturfredningsforening og Bygnings Frednings Foreningen tilsvarende protesteret mod linjeføringen.
I en ny trafikaftale i 2014 blev der afsat ca. 15 millioner DKK til en VVM-redegørelse samt reserveret 350 millioner DKK til første etape af Næstvedmotorvejen mellem Rønnede og Boserup. En motorvej på strækningen kan stå færdig 2021.
Den 19. april 2017 besluttede regeringen og oppositionen at gå videre med linjeføring A af en motorvej mellem Næstved og Rønnede. Derudover vil regeringen tage ca. 56 millioner fra de allerede afsatte 336 millioner, som de vil bruge til at overtage de ejendom der står til at blive berørt af linjeføringen, så dem der bliver berørt ikke bliver stavnsbundet.
De ca. 336 millioner er ikke nok til at man kan gå i gang med første etape, da motorvejen kommer til at koste ca. 1,6 milliard. Det er ca. 100 millioner for vært km af den ca. 15 km lange strækning, så motorvejen vil blive sat i bero indtil der er fundet finansiering.